# Akira Endo
Akira Endo (遠藤 章 Endō Akira?), född 14 november 1933 i Yurihonjō i Akita prefektur, död 5 juni 2024 i Tokyo, var en japansk biokemist vars arbete med svampar och kolesterol ledde till utvecklingen av den mycket framgångsrika läkemedelsgruppen statiner. Han mottog år 2006 det 22:a Japanpriset (tillsammans med klimatologen John T. Houghton) och år 2008 Laskerpriset.

## Biografi
Endo föddes på en bondgård i norra Japan och som beundrare av Alexander Flemming hade han ett intresse för mykologi även som ung. Han tog en fil. kand. vid Tohoku-universitetet i Sendai år 1957 och blev doktor i biokemi vid samma universitet år 1966. Mellan 1957 och 1978 arbetade han som en forskardocent vid det kemiska företaget Sankyo, till en början med svampenzymer för att bearbeta fruktjuicer. Framgångsrika upptäckter inom detta område ledde till att han fick tillbringa två år vid Albert Einstein College of Medicin mellan åren 1966 och 1968 där han forskade på kolesterol.
Hans viktigaste arbete under 1970-talet gjordes på svampmetaboliter och deras påverkan på kolesterolsyntes. Han föreslog att svampar använde kemikalier för att avvärja parasitiska angrepp genom att hindra kolesterolsyntes eftersom detta är nödvändigt för producerandet av ergosterol, en komponent i svampcellmembranet. 6 000 ämnen studerades av vilka tre metaboliter från Penicillium citrinum visade en effekt. En av dem, mevastatin (ML-236B), var den första medlemmen av medicingruppen statiner. Dessa studier ledde till utvecklandet av andra statiner och upptäckter inom metabolismen av kolesterol.
Endo var docent och senare professor (1986-) vid Tokyos universitet för jordbruk och teknologi mellan åren 1979 och 1997. Sedan han gått i pension blev han ordförande för Biopharm Research Laboratories.